# Stepper

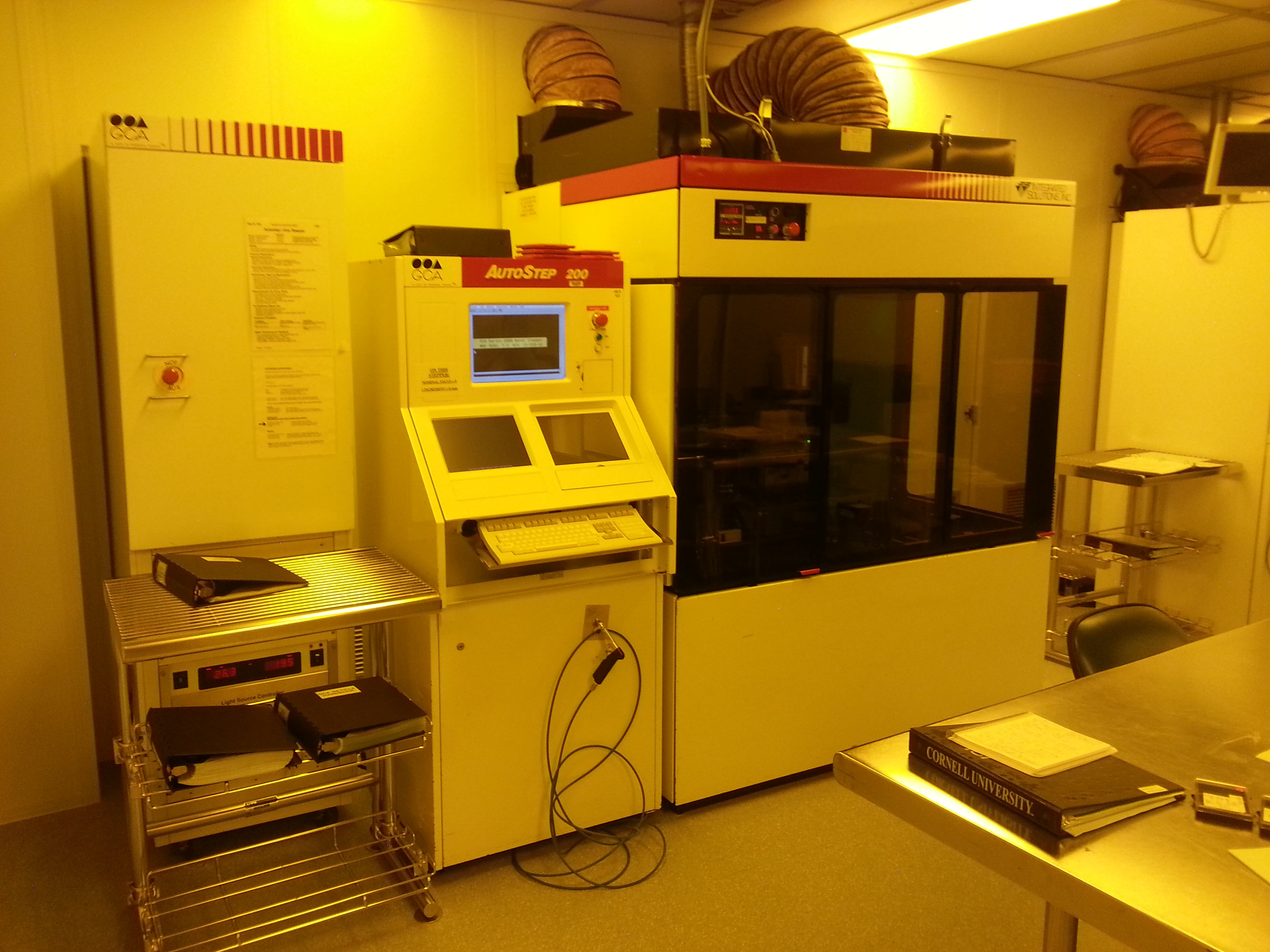
Un stepper de làmpada de vapor de mercuri a Facultat Ciència i Tecnologia de Cornell NanoScale. (La foto ha estat presa sota llum inactínica.)

Un stepper és un dispositiu utilitzat en la fabricació de circuits integrats que és similar en funcionament a un projector de portaobjectes o una ampliadora fotogràfica. El terme "stepper" és una abreviatura de càmera de pas-i-repetició. Els steppers són una part essencial del complex procés, anomenat fotolitografia, que crea milions d'elements microscòpics de circuit sobre la superfície de xips minúsculs de silici. Aquests xips formen el cor dels circuits integrats com a processadors d'ordinador, xips de memòria, i molts altres dispositius.

## La funció del stepper en la fotolitografia
Abans dels steppers, les oblies estaven exposades als alineadors de màscara. Els elements que posteriorment serien creats en els circuits integrats són reproduïts en un patró d'àrees transparents i opaques en la superfície d'un plat de quars anomenat fotomàsquia o reticle. El stepper passa la llum a través de la retícula, formant una imatge del patró d'aquesta. La imatge és enfocada i reduïda per una lent, i projectada sobre la superfície d'una oblia de silici la qual està coberta amb un material fotosensible anomenat photoresist.
Després de l'exposició en el stepper, l'oblia recoberta es desenvolupa com una pel·lícula fotogràfica, la qual cosa fa que el photoresist es dissolgui en determinades zones segons la quantitat de llum que les zones han rebut durant l'exposició. Aquestes àrees de photoresist i no photoresist reprodueixen el patró en la retícula. L'oblia desenvolupada és llavors exposada a àcids o altres substàncies químiques. L'àcid expulsa el silici en les parts de l'oblia que ja no estan protegides pel recobriment de photoresist. Les altres substàncies químiques serveixen per a canviar les característiques del silici en les àrees nues. Aleshores l'oblia és netejada i recoberta amb photoresist, a continuació es passa a través del stepper un altre cop en un procés que crea el circuit sobre el silici, capa per capa. El procés sencer s'anomena fotolitografia o enginyeria de foto.
Quan l'oblia és processada en el stepper, el patró de la retícula (el qual pot contenir un nombre de patrons de xip individuals) és exposat repetidament per sobre de la superfície de l'oblia en una quadrícula. El stepper rep el seu nom del fet que mou l'oblia d'un lloc a un altre. Això s'aconsegueix a través de moure l'oblia endavant i endarrere i d'esquerra a dreta sota la lent del stepper. Les generacions anteriors d'equipament fotolitogràfic exposaven l'oblia sencera, a la vegada; un stepper, per altra banda, treballa sobre una àrea limitada, però és capaç d'aconseguir una resolució més alta.
Des del 2008, la majoria de patrons més detallats dins la fabricació de circuits integrats són transferits utilitzant un tipus de stepper anomenat escàner, el qual mou l'oblia i la retícula, l'un respecte de l'altre, durant l'exposició, com a manera d'incrementar la mida de l'àrea exposada i augmentant i augmentant el rendiment de la imatge de la lent.

## Subconjunts principals
Un stepper típic té els següents subconjunts: carregador d'oblies, etapa d'oblia, sistema d'alineació de l'oblia, carregador de la retícula, etapa de la retícula, sistema d'alineació de la retícula, lent de reducció i sistema d'il·luminació. Els programes de procés per cada capa impresa en l'oblia són executats per un sistema de control que es troba centrat en un ordinador que emmagatzema el programa de procés, el llegeix, i comunica amb els diversos subconjunts del stepper a l'hora de dur a terme les instruccions del programa. Els components del stepper són continguts en una cambra segellada la qual es manté a una temperatura precisa per impedir distorsions en la impressió de patrons que podrien ser causades per l'expansió o contracció de l'oblia a causa de variacions de temperatura. La cambra també conté altres sistemes que permeten el procés, com aire condicionat, fonts d'alimentació, taulers de control pels diversos components elèctrics i altres.

## Operació bàsica
Les oblies de silici són coberts amb photoresist, i col·locades en un casset que aguanta un nombre d'oblies. Això és llavors col·locat en una part del stepper anomenada el carregador d'oblies, normalment situat a la part inferior del "stepper".
Un robot en el carregador de l'oblia pren una de les oblies del casset i la carrega sobre l'etapa/escenari d'oblies on és alineada per habilitar-ne un altre, un procés d'alineació més precís que tindrà lloc més endavant.
El patró del circuit per cada xip és contingut en un altre patró gravat en crom en la retícula, la qual és un plat de quars transparent. Una retícula típica utilitzada en steppers és de 6 polzades i té una àrea utilitzable de 104mm per 132mm.
Una varietat de retícules, cada una apropiada per una etapa del procés, són mantingudes en un prestatge en el carregador de retícula, normalment situat a la part superior del front del stepper. Abans que l'oblia sigui exposada, una retícula és carregada a l'etapa de retícules per un robot, on és alineada de manera molt precisa. Atès que la mateixa retícula es pot utilitzar per exposar moltes oblies, es carrega abans d'exposar una sèrie d'oblies, i es realinea periòdicament.
Un cop l'oblia i la retícula són a lloc i alineades, l'etapa d'oblies, la qual és moguda de manera molt precisa en les direccions X i Y (recte i relatiu) amb el mètode de vis sense fi o motors lineals, porta l'oblia de manera que el primer dels molts patrons a ser exposats sobre ella són localitzats sota la lent, directament sota la retícula.
Tot i que l'oblia és alineada un cop és col·locada sobre l'etapa d'oblia, aquesta alineació no és suficient per assegurar que la capa de circuit que ha de ser impresa sobre l'oblia cobreix exactament les capes anteriors que ja són allà. És per això, que cada "tir" és alineat utilitzant marques especials d'alineament, les quals estan en el patró per cada xip final de circuits. Un cop aquesta precisa alineació és completada, el "tir" és exposat a la llum des del sistema d'il·luminació del stepper que passa a través de la retícula, a través d'una lent de reducció, i queda damunt la superfície de l'oblia. Un programa de procés determina la longitud de l'exposició, la retícula utilitzada, així com altres factors que afecten l'exposició.
Cada "tir" és ubicat en un patró de reixat en l'oblia i és, doncs, exposat mentre l'oblia és moguda endavant i endarrere sota la lent. Quan tots els "tirs" en l'oblia són exposats, l'oblia és descarregada pel robot carregador d'oblies, i una altra oblia pren el seu lloc en l'etapa. L'oblia exposada és finalment moguda cap a un desenvolupador on la resina fotosensible en la seva superfície és exposada a substàncies químiques en desenvolupament que netegen les àrees de la resina fotosensible, basant-se en si van ser exposats a la llum que va passar a través de la retícula o no. La superfície desenvolupada és llavors sotmesa a altres processos de fotolitografia.

## Il·luminació i els reptes de millorar la resolució
La limitació més gran a l'hora de produir línies cada cop més fines en la superfície de l'oblia ha estat la longitud d'ona de la llum utilitzada en el sistema d'exposició. A mesura que les línies requerides han esdevingut més i més estretes, les fonts d'il·luminació que produeixen llum amb longituds d'ona progressivament més curtes han estat utilitzades en steppers i escàners.
L'habilitat d'un sistema d'exposició, tal com seria un stepper, per resoldre les línies estretes és limitada per la longitud d'ona de la llum utilitzada per la il·luminació, la capacitat de la lent per capturar llum (o ordres de difracció) que arriben a angles cada vegada més amplis (anomenats apertura numèrica o N.A.), i diverses millores en el procés mateix. Això és expressat per l'equació següent:
{\displaystyle {\ce {CD}}}És la dimensió crítica, {\displaystyle k1}és un coeficient que expressa els factors relacionats amb el procés, {\displaystyle \lambda }és la longitud d'ona de la llum, i {\displaystyle NA}és l'obertura numèrica. Fent decréixer la longitud de l'ona de la llum en el sistema d'il·luminació augmenta el poder resolutiu del stepper.
Fa vint anys, la "línia g" ultravioleta (436 nm) de l'espectre de mercuri va ser utilitzat per crear línies en la gamma de 750 nm en steppers que va emprar llums de mercuri com la seva font d'il·luminació. Uns anys més tard, els sistemes que empren la "línia i" (365 nm) de llums de mercuri van ser introduïts per crear línies de 350 nm. A mesura que s'aconseguien les amplituds de línia desitjades i es van fer més estretes que la longitud d'ona de la llum utilitzada per crear-les, una varietat de tècniques de realçament de la resolució van ser desenvolupades per fer possible això, com les retícules canviants de fase i diverses tècniques per manipular els angles de la llum d'exposició per tal de maximitzar el poder de resolució de la lent.

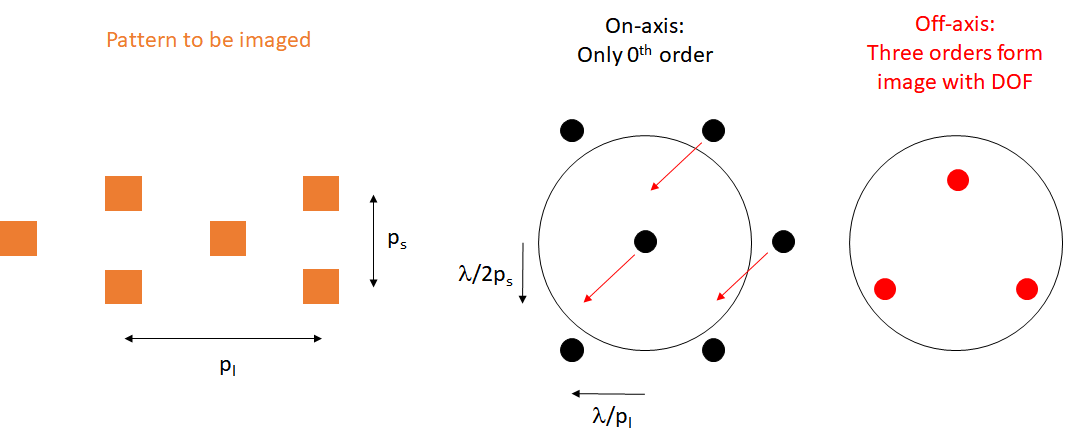
Il·luminació fora d'eix com a capacitat de resolució.

Tanmateix, les amplades de línia desitjades van esdevenir més estretes del que era possible utilitzant llums de mercuri i per la meitat dels anys 2000, la indústria de semiconductors es va moure cap a steppers que utilitzaven fluorur de kriptó (KrF) làsers d'excimer que produeixen 248 nm de llum. Tals sistemes actualment estan sent utilitzats per produir línies en la gamma de 110 nm. Línies com 32 nm estan sent treballades per steppers capaços d'utilitzar argó-fluorur (ArF), làsers d'excimer que emeten llum amb una longitud d'ona de 193 nm. Tot i que els làsers de fluorur (F2) que estan disponibles produeixen 157 nm de llum, no són pràctics degut a la seva baixa potència i perquè ràpidament consumeixen resina fotosensisble i altres materials utilitzats en el stepper.

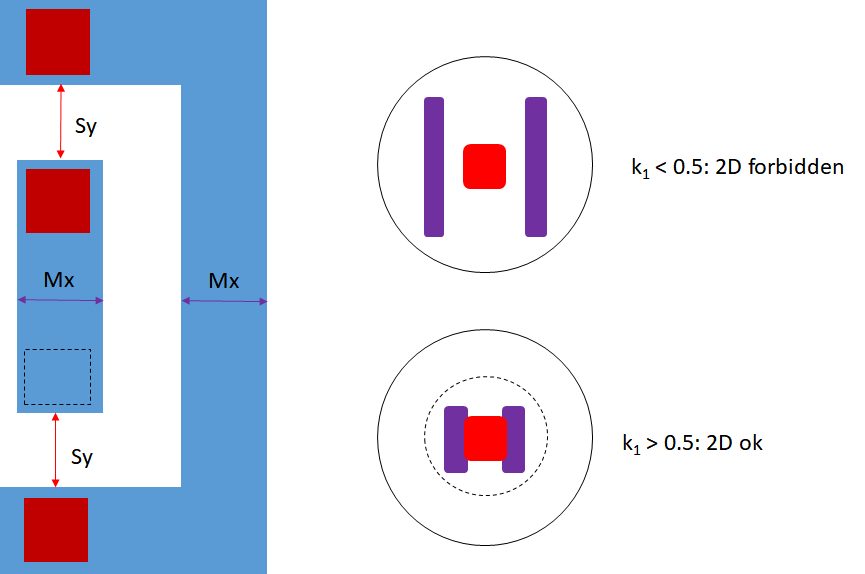
Dependència òptima d'il·luminació del patró. La il·luminació òptima d'un patró donat depèn del patró. Per a un patró 2D arbitrari, la il·luminació convencional és suficient per k1> 0.5. No obstant això, per k1 <0.5, la il·luminació està restringida per patró.

Donat que fonts de llum pràctiques amb les longituds d'ona més estretes que aquests làsers no han estat disponibles, els fabricants han intentat millorar la resolució reduint el coeficient de procés {\displaystyle k1}. Això es fa millorant les tècniques per manipular la llum mentre passa a través del sistema d'il·luminació i la retícula,  al mateix temps millorant tècniques per processar l'oblia abans i després de l'exposició. Els fabricants també han introduït lents més grans i cares que mai per aconseguir augmentar l'obertura numèrica. Tanmateix, aquestes tècniques s'aproximen al seu límit pràctic, i els amplades de línia en el rang de 45 nm semblen estar a prop del millor que es pot aconseguir amb el disseny convencional.
Finalment, altres fonts d'il·luminació hauran de ser utilitzades, tals com bigues d'electró, radiografies o fonts similars d'energia electromagnètica amb longituds d'ona molt més curtes que la llum visible. Tanmateix, per tal d'endarrerir el major temps possible la gran despesa i la dificultat d'emprar un nou tipus de tecnologia d'il·luminació, els fabricants s'han convertit en una tècnica, prèviament utilitzada en microscopis, per augmentar l'obertura numèrica de la lent, permetent que la llum passar per l'aigua en comptes d'aire. Aquest mètode, anomenat litografia d'immersió, és l'avantguarda actual de la tecnologia de producció pràctica. Funciona perquè l'obertura numèrica és una funció del màxim angle de llum que pot entrar a la lent i l'índex de refracció del mitjà a través dels quals passa la llum. Quan l'aigua és emprada com a mitjà, augmenta l'obertura numèrica, des d'ençà que té un índex de refracció de 1.44 a 193 nm, mentre que l'aire té un índex d'1. Màquines de producció actual que utilitzen aquesta tecnologia són capaces de resoldre línies en la gamma de 32 nm, i en el futur podria ser capaç d'aconseguir línies de 30 nm.

## Escàners
Els escàners moderns són steppers que augmenten la longitud de l'àrea exposada en cada "tir" (el camp d'exposició) a través de moure l'etapa de la retícula i l'etapa de l'oblia en direccions oposades entre elles durant l'exposició. En comptes d'exposar el camp sencer de cop, l'exposició és feta a través d'una "obertura d'exposició" que és tan ample com el camp d'exposició mateix, però només ocupa una fracció de la seva longitud (com una obertura de 9x25 mm per un camp de 35x25 mm). La imatge de l'obertura d'exposició és escanejada a través de l'àrea d'exposició.
|  |

Hi ha molts beneficis a aquesta tècnica. El camp pot ser exposat amb una reducció menor de la mida de la retícula a l'oblia (com per exemple reducció del 4x en un escàner, comparada amb una reducció del 5x en un stepper), mentre permet una mida de camp molt més gran que allò que pot ser exposat amb un típic stepper. Les propietats òptiques de la lent de projecció també poden ser optimitzades en l'àrea a través de la qual la imatge de la projecció passa, mentre les aberracions òptiques poden ser ignorades fora d'aquesta àrea, perquè no afectaran l'àrea exposada en l'oblia.
Un escanejat exitós requereix una sincronització extremament precisa entre la retícula en moviment i les etapes de l'oblia durant l'exposició. Aconseguir això presenta molts reptes tecnològics.